# ۷۲۳ (خورشیدی)
۷۲۳ هفتصد و بیست و سومین سال هجری خورشیدی است.